# Bordtennis vid europeiska spelen
Bordtennis vid europeiska spelen är bordtennistävlingar som ingår i de europeiska spelen. Bordtennis var en av de 20 sporter som fanns med vid de första europeiska spelen 2015. Sporten finns med på programmet även under andra upplagan 2019.
Tävlingarna under 2015 och 2019 var en del av kvalet till olympiska sommarspelen 2016 och 2020.

## Grenar
Vid de första Europeiska spelen avgjordes fyra grenar i bordtennis. Till tävlingarna under 2019 har mixdubbel lagts till på programmet. 
|            |  |   |   |  |  |  |  |  |  |  |  |  |  |  |  |  |  |  |  |  |  |  |  |  |  |  |
| Bordtennis |  | 4 | 5 |  |  |  |  |  |  |  |  |  |  |  |  |  |  |  |  |  |  |  |  |  |  |  |

## Medaljörer

### 2015
Se även Bordtennis vid europeiska spelen 2015.
| Gren       | Guld                     | Silver                  | Brons          |
| Herrsingel | Dimitrij Ovtcharov (GER) | Vladimir Samsonov (BLR) | Lei Kou (UKR)  |
| Herrar lag | Portugal                 | Frankrike               | Österrike      |
| Damsingel  | Li Jiao (NED)            | Li Jie (NED)            | Melek Hu (TUR) |
| Damer lag  | Tyskland                 | Nederländerna           | Tjeckien       |

### 2019
Se även Bordtennis vid europeiska spelen 2019.
| Gren       | Guld                                                    | Silver                                                    | Brons                                                |
| Herrsingel | Timo Boll (GER)                                         | Jonathan Groth (DEN)                                      | Tomislav Pucar (CRO)                                 |
| Herrar lag | Tyskland Dimitrij Ovtcharov Patrick Franziska Timo Boll | Sverige Jon Persson Kristian Karlsson Mattias Falck       | Portugal João Monteiro Marcos Freitas Tiago Apolónia |
| Damsingel  | Fu Yu (POR)                                             | Han Ying (GER)                                            | Ni Xialian (LUX)                                     |
| Damer lag  | Tyskland Han Ying Nina Mittelham Xiaona Shan            | Rumänien Bernadette Szőcs Daniela Dorean Elizabeta Samara | Polen Li Qian Natalia Bajor Natalia Partyka          |
| Mixdubbel  | Tyskland Patrick Franziska Petrissa Solja               | Rumänien Ovidiu Ionescu Bernadette Szocs                  | Frankrike Tristan Flore Laura Gasnier                |